# Ružica Miković Žigmanov
Ružica Miković Žigmanov je bačka hrvatska slikarica i dječja književnica. 
Sudionica je likovne kolonije Ivan Gundić Ćiso-Dalmata koja se održava u Stanišiću. i CroArtove likovne kolonije Panon.
Nacrtala je dvije knjige ilustracija, a 2012. je objavila dječju slikovnicu Naša Gradska kuća. 
Ovo je prva slikovnica o subotičkoj Gradskoj kući. Knjiga predstavlja Gradsku kuću kroz pripovijetku nalik bajci, a ukratko predstavlja povijest od 17. stoljeća do danas.
Prije toga ilustrirala je knjigu koja govori o životu o. Gerarda Stantića, a tekst je napisala Katarina Čeliković.

## Djela
- Katarina Čeliković: Ljestve za nebo, 2012.
- Balint Vujkov: Bogatašovo maslo, (ilustrirala Ružica Miković Žigmanov, izbor narodnih pripovijedaka bunjevačkih Hrvata koje je sakupio Balint Vujkov u izboru Katarine Čeliković, grafičko uređenje Darko Vuković, fotografije ilustracija Augustin Juriga, lektura Zlatko Romić, prijelom teksta Ervin Čeliković), Hrvatska čitaonica Subotica, 2011., izdano povodom X. Dana Balinta Vujkova[6][7][8]
- dječja slikovnica Naša Gradska kuća (napisala i ilustrirala, pogovor: Katarina Čeliković), Hrvatska čitaonica Subotica, 2012.[3][9]

Njena slika malog praškog Isusa, prikazana u prikaznoj procesiji uz darove za euharistijsko slavlje na Gerardovo 2012.